# Podgorzałka australijska
Podgorzałka australijska (Aythya australis) – gatunek średniej wielkości ptaka wodnego z rodziny kaczkowatych (Anatidae). Występuje w Australii, Nowej Zelandii, Vanuatu i Nowej Kaledonii.

## Taksonomia
Po raz pierwszy podgorzałkę australijską opisał Thomas Campbell Eyton w swojej pracy A monograph on the Anatidae or duck tribe, pod nazwą Nyroca australis. Okaz tego ptaka dostarczył mu John Gould. Aktualnej nazwy Aythya australis użył G. R. Gray w 1871 roku. W 1890 roku Ferdinand Heine i Anton Reichenow w książce Nomenclator Musei Heineani Ornithologici umieścili ten gatunek razem z podgorzałką (Aythya nyroca) w rodzaju Ilyonetta jako I. australis. 21 lat później w Novitates zoologicae podgorzałka australijska została zaklasyfikowana jako podgatunek podgorzałki, Nyroca nyroca australis. Ptaki zaobserwowane na Wyspie Banksa zostały uznane za osobny podgatunek A.a. extima, jednak możliwe, że były to australijskie osobniki, które zasiedliły nowy teren. W niewoli gatunek ten tworzy mieszańce z kaczką krzyżówką (Anas platyrhynchos) oraz cyraneczką australijską (Anas gracilis).

### Podgatunki
Obecnie wyróżnia się 2 podgatunki:
- A. australis australis – podgatunek nominatywny, zasiedla Australię i Nową Zelandię
- A. australis extima – Vanuatu i Nowa Kaledonia

Proponowano podgatunek A.a. papuana (Ripley, 1964) z zasięgiem występowania obejmującym Irian Zachodni (Nowa Gwinea) oraz A.a. ledeboeri (Bartels & Franck, 1938) występujący na Jawie. Obecnie traktowane są jako ptaki, które zaleciały tam przypadkowo.
Nazwa gatunkowa australis oznacza „południowy” lub „australijski”, natomiast nazwa rodzajowa Aythya pochodzi od greckiego słowa aithyia, które prawdopodobnie oznaczało ptaki z rodzaju Fulica (łyski).
Lokalne, australijskie nazwy to Er-roo-doo, Errudo, E-ro-to i Irodu; w języku maoryskim Karakahia.

## Morfologia

### Wymiary i masa ciała
T.C. Eyton w pierwszym opisie podgorzałki australijskiej podał następujące wymiary: długość ciała ok. 53 cm (21 cali), długość dzioba ok. 4,8 cm (1 7/8 cala), skoku 3,8 cm (1,5 cala), a najdłuższego palca 6,6 cm (2 5/8 cala). Długość skrzydła okazów tych ptaków należących do Peabody Museum of Natural History (Uniwersytet Yale), zebranych w 1961 na Nowej Gwinei wynosi u samców 209–220 mm, a u samic 209 i 212 mm. Długość ogona to u tych samych okazów 55–60,6 mm, dzioba 45–49 mm. Rozpiętość skrzydeł waha się między 65 a 70 cm, długość ciała między 45 a 60 cm. Masa ciała wynosi 530–1060 g.

### Wygląd zewnętrzny
To średniej wielkości ptak. W upierzeniu przeważa barwa czekoladowobrązowa, głowa i szyja kasztanowe. Posiada charakterystyczne białe pokrywy podogonowe i jasne, niebieskozielone zakończenie dzioba. Dymorfizm płciowy nie jest bardzo widoczny, jednak samce posiadają białe tęczówki, a samice brązowe. Mają one także nieco jaśniejsze upierzenie, zwłaszcza gardło; dziób mniejszy niż samców. Przez lotki pierwszorzędowe i drugorzędowe biegnie biały pas. Spód ciała zazwyczaj brudnobiały, może być także brązowawy w ciemne plamki. Osobniki młodociane są podobne do samic, jednak jaśniejsze, bardziej żółtawobrązowe, z brązowymi plamkami na spodzie ciała.

## Występowanie
Zasięg występowania szacowany jest na 10,1 mln km² i obejmuje Australię (w tym Tasmanię), Nową Zelandię, Nową Kaledonię i Vanuatu. Spośród wysp Vanuatu występuje na wyspie Gaua (Wyspy Banksa), Espiritu Santo, Malo i Aoba. Jedyny australijski gatunek z rodzaju Aythya.

### Środowisko
Podgorzałka australijska preferuje jeziora, bagna i rzeki o głębokim, ale spokojnym nurcie, często także podmokłe łąki i płytkie stawy. Rzadko wychodzi na ląd.

## Zachowanie
Aythya australis jest gatunkiem ostrożnym, niedającym się człowiekowi zbliżyć blisko. Zaalarmowana przez inne osobniki lub żerując może zanurkować, by zebrać pożywienie z dna zbiornika. W locie przypomina podgorzałkę, tworząc grupy 6–8 osobników lub tylko pary. Nie żeruje z innymi gatunkami.

### Pożywienie
Roślinność, jak miłki (Eragrostis), pałki (Typha), ponikła (Eleocharis), Muehlenbeckia florulenta oraz trzcina pospolita.

## Lęgi
Okres lęgowy przypada od sierpnia do grudnia. Gniazdo mieści się w trzcinach w pobliżu wody lub ponad nią, budulec stanowią rośliny z rodziny ciborowatych, trzcin i inna roślinność. Lęg liczy 6 do 18 jaj, o grubości skorupki 0,39 mm, masie 60 g i wymiarach 54×42 mm, barwy kremowobiałej. Samica wysiaduje jaja sama przez 25–32 dni. Pisklęta są w pełni opierzone po 50–66 dniach. Długość życia w naturze to 3–4 lata.